# Gymnosporia capitata
Gymnosporia capitata är en benvedsväxtart som först beskrevs av E. Mey. och Otto Wilhelm Sonder, och fick sitt nu gällande namn av Thomas Robertson Sim. Gymnosporia capitata ingår i släktet Gymnosporia och familjen Celastraceae. Inga underarter finns listade.